# 87. nordlige breddekreds
Den 87. nordlige breddekreds (eller 87 grader nordlig bredde) er en breddekreds, der ligger 87 grader nord for ækvator. Den løber gennem Ishavet.